# Kevin Giovesi
Kevin Giovesi (Rho, 8 november 1993) is een Italiaans autocoureur.

## Carrière

### Vroege carrière
Giovesi begon zijn carrière in het karting in 2005 en reed vooral in Italië, waar hij de KF3-categorie bereikte in 2008.
In 2009 stapte Giovesi over naar het formuleracing in de Formule Lista Junior voor het team Daltec Racing. Hij behaalde overwinningen op de Nürburgring, op Magny-Cours en de Hockenheimring, waarmee hij het kampioenschap won.

### Formule 3
Giovesi stapte over naar de Formule 3 in 2010 in het Italiaanse Formule 3-kampioenschap voor het team BVM - Target Racing, maar na het eerste raceweekend stapte hij over naar JD Motorsport. Hij eindigde uiteindelijk als vijftiende in het kampioenschap met 18 punten, met een zesde plaats in de eerste race op het Misano World Circuit als beste resultaat.
In 2011 bleef Giovesi in de Italiaanse Formule 3 rijden, maar stapte over naar het team Lucidi Motors en reed onder een Monegaskische racelicentie. Hij verbeterde zichzelf naar de zevende plaats in het kampioenschap met 98 punten. Hij behaalde twee overwinningen op Imola en Mugello.
Nadat hij de eerste drie raceweekenden van 2012 miste, keerde Giovesi terug in de Italiaanse Formule 3 voor het team Ghinzani Arco Motorsport. Hij eindigde als zesde in het Italiaanse kampioenschap met 121 punten en 3 overwinningen op Imola en Vallelunga. In het Europese kampioenschap eindigde hij als vierde met 124 punten en dezelfde drie overwinningen.
In 2012 reed Giovesi ook in de Copa-klasse van de Europese F3 Open voor het team DAV Racing. Hij eindigde als zesde in het hoofdkampioenschap met 93 punten en in de Copa-klasse werd hij kampioen met elf overwinningen en 110 punten.

### Formule Renault
Giovesi had in 2012 gastoptredens in de Eurocup Formule Renault 2.0 voor EPIC Racing en in de Formule Renault 2.0 NEC voor Daltec Racing. In de Eurocup eindigde hij de races als twintigste en achttiende, in de NEC als twintigste en zevende en in de derde race finishte hij niet.

### GP2 Series
Giovesi maakte in 2013 zijn debuut in de GP2 Series voor het team Venezuela GP Lazarus naast René Binder. Na vier raceweekenden, waarin hij geen punten scoorde, werd hij echter vervangen door Fabrizio Crestani en keerde niet terug in het kampioenschap.
In de laatste race van 2014 op het Yas Marina Circuit keerde Giovesi terug in de GP2 als vervanger van Tio Ellinas bij het team Rapax.

### Auto GP
Nadat hij uit de GP2 stapte, ging Giovesi in 2013 in de Auto GP rijden voor het team Ghinzani Motorsport. In zijn eerste raceweekend op Silverstone behaalde hij meteen zijn eerste podium met een derde plaats achter Kimiya Sato en Sergio Campana. Gedurende het seizoen behaalde hij nog vier podiumplaatsen, waarmee hij zesde werd in het kampioenschap met 91 punten.
In 2014 keerde Giovesi terug in de Auto GP voor het volledige seizoen, maar stapte over naar het team Eurotech Engineering. Op het Circuit Paul Ricard wist hij zijn eerste overwinning te behalen in het kampioenschap, waarna hij op het Autodromo Nazionale Monza er een tweede overwinning aan toevoegde. Met drie andere podiumplaatsen eindigde hij als vijfde in het kampioenschap met 155 punten.